# Michaił Moisiejew
Michaił Aleksiejewicz Moisiejew (ros. Михаи́л Алексе́евич Моисе́ев, ur. 22 stycznia 1939 we wsi Małyj Iwier w obwodzie amurskim, zm. 18 grudnia 2022) – radziecki i rosyjski dowódca wojskowy i polityk, szef Sztabu Generalnego Sił Zbrojnych ZSRR – I zastępca i p.o. ministra obrony ZSRR (1988–1991), generał armii.

## Życiorys
Po ukończeniu 1957 szkoły średniej pracował jako maszynista kotłowy na okręcie pomocniczym Floty Pacyficznej, w listopadzie 1958 rozpoczął regularną służbę w Armii Radzieckiej. Żołnierz pułku czołgów ciężkich Dalekowschodniego Okręgu Wojskowego, kursant 97 samodzielnego batalionu szkolnego, od 1962 członek KPZR, 1962 skończył szkołę wojskową i został dowódcą plutonu w stopniu porucznika. Później dowódca plutonu w kompanii czołgów w Grupie Wojsk Radzieckich w Niemczech i w Karpackim Okręgu Wojskowym. W 1972 ukończył Akademię Wojskową im. Frunzego i został zastępcą dowódcy pułku czołgów w stopniu majora, następnie szefem sztabu pułku w Białoruskim Okręgu Wojskowym, od stycznia 1976 zastępca dowódcy, a od sierpnia 1976 dowódca 50 Gwardyjskiej Dywizji Zmotoryzowanej na Białorusi. Od 1978 dowódca 27 Gwardyjskiej Dywizji Zmotoryzowanej w Grupie Wojsk Radzieckich w Niemczech, w lutym 1979 awansowany na generała majora, 1982 ukończył Wojskową Akademię Sztabu Generalnego, został I zastępcą dowódcy, a w kwietniu 1983 dowódcą 15 Armii Dalekowschodniego Okręgu Wojskowego. Od lutego 1984 generał porucznik, od 1985 szef sztabu – I zastępca dowódcy wojsk Dalekowschodniego Okręgu Wojskowego, od stycznia 1987 dowódca wojsk Dalekowschodniego Okręgu Wojskowego, w maju 1987 awansowany na generała pułkownika. Od 2 grudnia 1988 do 23 sierpnia 1991 szef Sztabu Generalnego Sił Zbrojnych ZSRR – I zastępca ministra obrony ZSRR, w sierpniu 1991 pełnił obowiązki ministra obrony ZSRR, 23 sierpnia 1991 zwolniony ze wszystkich stanowisk i skierowany do dyspozycji Ministra Obrony ZSRR, 6 listopada 1991 zwolniony do rezerwy. Od 1996 główny specjalista Sztabu Generalnego Sił Zbrojnych Federacji Rosyjskiej, 1999–2008 kierowniczy inspektor Sztabu Generalnego Sił Zbrojnych Federacji Rosyjskiej, 2008–2001 inspektor generalny i członek Kolegium Ministerstwa Obrony Federacji Rosyjskiej. W latach 1990–1991 członek KC KPZR. 1989-1991 deputowany ludowy ZSRR.

## Odznaczenia
- Order Czerwonego Sztandaru
- Order „Za służbę Ojczyźnie w Siłach Zbrojnych ZSRR” II klasy
- Order „Za służbę Ojczyźnie w Siłach Zbrojnych ZSRR” III klasy
- Order „Za zasługi wojskowe”
- Order Honoru
- Order Czerwonego Sztandaru (Demokratyczna Republika Afganistanu)
- Order „Za służbę Ojczyźnie” I klasy (Białoruś)
- Order Czerwonego Sztandaru (Ludowa Republika Bułgarii)
- Order José Martí (Kuba)
- Order Czerwonego Sztandaru (Mongolska Republika Ludowa)

I wiele medali.